# Фонтенель (Кот-д’Ор)
Фонтене́ль (фр. Fontenelle) — коммуна во Франции, находится в регионе Бургундия. Департамент коммуны — Кот-д’Ор. Входит в состав кантона Фонтен-Франсез. Округ коммуны — Дижон.
Код INSEE коммуны — 21281. Население коммуны на 2006 год составляло 127 человек.

## Население
Население коммуны на 2010 год составляло 139 человек.
| 1962 | 1968 | 1975 | 1982 | 1990 | 1999 | 2010 |
| ---- | ---- | ---- | ---- | ---- | ---- | ---- |
| 158  | 147  | 130  | 116  | 109  | 104  | 139  |

## Экономика
В 2010 году среди 84 человек трудоспособного возраста (15—64 лет) 74 были экономически активными, 10 — неактивными (показатель активности — 88,1 %, в 1999 году было 60,4 %). Из 74 активных жителей работали 68 человек (38 мужчин и 30 женщин), безработных было 6 (2 мужчин и 4 женщины). Среди 10 неактивных 2 человека были учениками или студентами, 6 — пенсионерами, 2 были неактивными по другим причинам.